# Teofil I (patriarcha Jerozolimy)
Teofil I – trzydziesty ósmy chalcedoński patriarcha Jerozolimy; sprawował urząd w latach 1012–1020.